# 气候门
氣候研究小組電郵爭議（英語：Climatic Research Unit email controversy），俗稱气候门，是指2009年11月发生在英国的隶属东安格里亚大学（University of East Anglia，簡稱）的气候研究小组被黑客入侵、与围绕温室效应研究相关的一系列电子邮件和档案被公开的事件。事件發生在於丹麥首都哥本哈根舉行的2009年联合国气候变化大会之前數個星期，入侵者從CRU的伺服器裡抄走數以千計的電郵副本及電腦檔案，並且透過互聯網分發到世界多個地方儲藏。
事件最初由對氣候變化懷疑論者從眾多電郵及檔案裡精挑細選出來，刊登在他們的網誌上，加上專欄作家James Delingpole的推波助瀾，把爭議事件稱之為「氣候門」事件，使事情如滾雪球般壯大。他們認為有關全球變暖的事件，其實背後有陰謀論在背後操控。

## 事件经过
2009年11月，某黑客入侵CRU的服务器，将存储在上面的个人档案以及发现的电子邮件发布于网络上（亦有人认为并非黑客所為，而是内部告发）。1996年以后的1000封以上的电子邮件以及3000份以上的内部文件被盗取。有关部门於是对此进行调查。对温室效应持有反对意见的团体认为，那些电子邮件通信是为了将气候变迁归咎于人类活动，而对数据进行篡改的密谋。他们将此事件作为科学史上的一大醜闻进行宣传，并模仿水门事件（Watergate）将此事件命名为“气候门（Climategate）”。